# Фрейман, Арчибальд Джейкоб
Арчибальд Якоб «Арчи» Фрейман (6 июня 1880, Вержболово, Российская империя — 4 июня 1944, Оттава) — канадский предприниматель еврейского происхождения и сионистский лидер. По словам монреальского историка Бернарда Фиглера, изучавшего историю евреев в Канаде, Фрейман был самым влиятельным канадским евреем своего поколения. Его жена Лилиан Фрейман также была видной деятельницей сионистского движения.

## Ранние годы
Аарон Яаков Фрейман родился 6 июня 1880 года, был 4-м ребёнком и первым сыном в семье литовских евреев Херша и Ханны Фрейман. В 1893 году Фрейманы покинули Российскую империю и переселились в Канаду, где обосновались в Гамильтоне, Онтарио. Изменив имена в соответствии с канадскими нормами, Херш стал Харрисом Фрейманом, а Аарон Яаков — Арчибальдом Джейкобом Фрейманом, широко известным как «Арчи».
Арчи Фрейман учился с высокими оценками в начальной и средней школе и был принят в бизнес-колледж Гамильтона. Харрис Фрейман хотел, чтобы его сын стал врачом, но Арчи убедил его в том, что сумеет добиться успеха в бизнесе.

## Бизнес

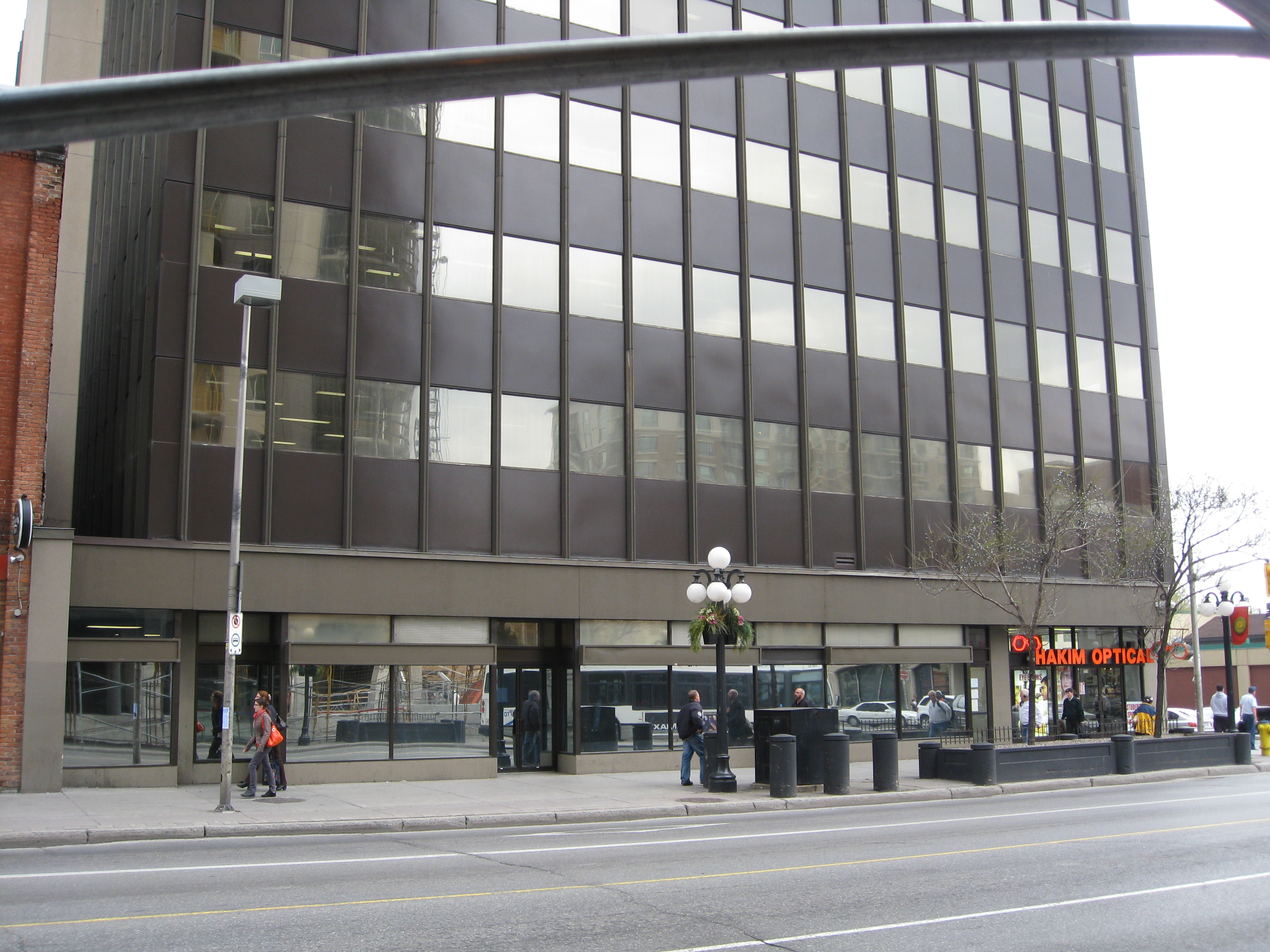
Улица Ридо, 221—223, бывшее местонахождение The Canada House Furnishing Company, принадлежавшей Фрейману.

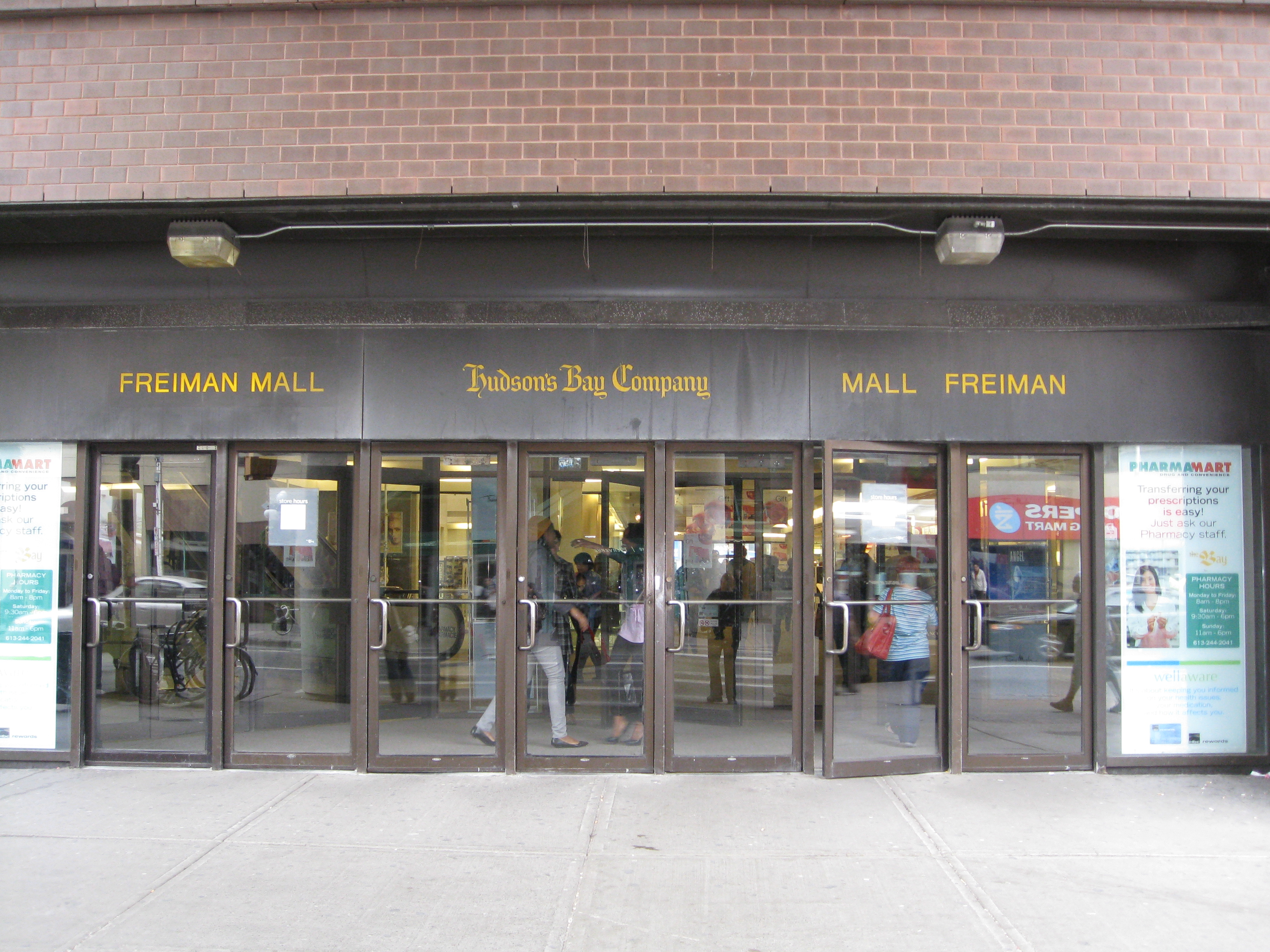
Вход в аркаду торгового центра Freiman Mall на улице Ридо 73. Торговый центр Freiman Mall построен напротив торгового центра Rideau Centre на месте бывшей Мосгроув-стрит, и выходит с противоположной стороны на рынок Байуорд.

В 1899 году, в возрасте 19 лет, Арчи Фрейман стал младшим деловым партнёром Мозеса Крамера. Вместе они открыли Канадскую компанию по меблировке домов на улице Ридо 223 в Оттаве. Помимо мебели, в магазине продавались ковры, салфетки и другие предметы домашнего обихода. В 1900 году магазин был расширен ещё на два здания, 221 и 222 Rideau Street. В 1902 году предприятие было перенесено на улицу Ридо, 73.
Деловые методы Арчи Фреймана носили спекулятивный характер; в частности, он купил на год вперёд рекламную площадь в газете Ottawa Citizen, что уже тогда вызвало неудовольствие его партнёра. Когда Арчи предложил открыть кредитный отдел и предложить продажу в рассрочку, Крамер отказался и расторг партнерство. Харрис Фрейман, отец Арчи, стал новым старшим партнёром, а компания была переименована в H. Freiman & Son.
При поддержке отца Арчи подписал годовой рекламный контракт стоимостью в 50 долларов. В 1908 году компания H. Freiman & Son расширилась, приобретя дома на улице Ридо, № от 67 до 73. В 1917 году было также приобретено здание на улице Ридо 83. В том же году Арчи купил долю своего отца, и, став единственным владельцем, решил превратить фирму в универмаг. После добавления отдельных отделов для мужчин и женщин в 1918 году магазин был переименован в The Archibald J. Freiman Department Store, а компания в 1923 году получила название AJ Freiman Limited.

## Благотворительность

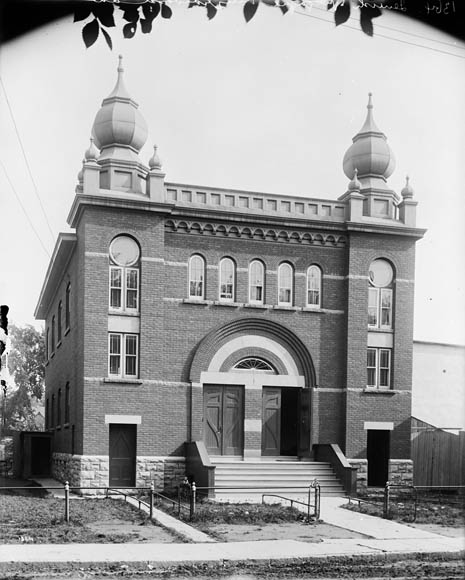
Синагога Адат-Йешурун на Кинг-Эдвард-Авеню (ныне церковь адвентистов 7-го дня)

Фрейман потратил значительное количество времени, энергии и денег на благотворительность как для еврейской общины, так и в целом для Оттавы, Онтарио и Канады.
Первым крупным благотворительным проектом было строительство синагоги Адат Йешурун на Кинг-Эдвард-Авеню в центре Оттавы на рубеже 20-го века. В 1903 году он был избран президентом конгрегации, сохраняя должность в течение следующих двадцати шести лет. Он также был президентом еврейской общины Оттавы. В конце XX века здание синагоги, в связи с переселением большей части евреев с востока города на запад, было преобразовано в храм адвентистов 7-го дня.
Помогая больным, Фрейман поддерживал Оттавскую протестантскую больницу, Протестантский дом престарелых и Дом Перли для неизлечимых. Он помогал бедным, жертвуя деньги Армии спасения, Институту имени Жанны Д’Арк, различным еврейским благотворительным организациям и Оттавского совета социальных программ. Фрейман участвовал в экономической жизни Канады как член Гражданского фонда Оттавы, Совета по торговле, Ассоциации розничных торговцев Канады и Центральной канадской выставки.
В 1927 году Фрейман внёс значительный вклад в организацию празднования Алмазного юбилея Конфедерации Канады. Во время Первой мировой войны Фрейман предложил свои услуги правительству и вошёл в состав Комитета Займа Победы, был вице-президентом Ассоциированных обществ Канады по борьбе с последствиями войны (Associated War Relief Societies of Canada). Во время Второй мировой войны он входил в состав Национального военного финансового комитета.
Фрейман принял активное участие в помощи евреям Европы в тесном сотрудничестве с Организацией «Джойнт», которая занималась материальной поддержкой перемещенных евреев во время и после Первой мировой войны. Во время Второй мировой войны он возглавлял Объединённый комитет еврейских беженцев в Оттаве и проводил ежегодные кампании по сбору средств.

## Сионистское движение
Фрейман принял активное участие во всемирном сионистском движении, начиная с 1901 г., когда ему был всего 21 год. На протяжении жизни он входил в руководящие органы Всемирного сионистского движения и даже исполнял обязанности его председателя, участвовал в многомиллионных кампаниях по поддержке евреев, пострадавших от войны, а также по переселению евреев в Палестину, покупке земли для них, и защиты их прав перед британскими властями.
Непросто сложилась встреча Фреймана с Менахемом Усышкиным, который в 1927 г. прибыл в Канаду для сбора средств на покупку земельного участка Эмек-Хефер. Усышкин изначально планировал собрать миллион долларов, но после переговоров с Фрейманом ему удалось собрать только около 300 тысяч долларов; по поводу остатка суммы были взяты обязательства общины собрать их в течение нескольких лет.
В 1930-х годах канадские нацистские и антисемитские группировки активизировали деятельность по дискриминации и бойкоту еврейских предприятий. Остановить их деятельность было сложно; например, когда в Монреале еврейский торговец подал в суд на антисемитскую публикацию, которую обвинял в том, что потерпел «личное оскорбление и понёс материальный ущерб из-за клеветы на евреев как на народ», судья постановил, что, поскольку газета не называла по именам конкретных евреев, закон не был нарушен. Именно в такой обстановке в 1935 году Фрейман стал объектом антисемитской публикации, написанной Жаном Тиссо, детективом департамента полиции Оттавы. Фрейман подал в суд на Тиссо за клевету и выиграл.
В апреле 1939 года Фрейман, в ответ на известия о нацистском преследовании евреев в Европе, заявил: «Единственное решение еврейских страданий — это сионизм. Сионизм — наш Мессия».
К 1943 году Канада и весь мир уже знали о том, что нацисты планомерно уничтожали евреев в Европе. Хотя иммиграция евреев в Канаду была по-прежнему ограничена усилиями Ф. Блэра, директора иммиграционной службы, Британия выдала разрешение на приём 30 000 еврейских иммигрантов в Палестине. Фрейман начал сбор средств для финансирования эмиграции, призвав канадских евреев «внести свой вклад» в помощь европейским евреям.

## Смерть
В воскресенье, 4 июня 1944 года, Фрейман присутствовал в синагоге Адат Йешурун на торжественном открытии мемориальной доски в честь раввина Дж. Мирского. Фрейман произнес речь, произнёс поминальную молитву, после чего упал. Два присутствующих врача немедленно попытались оказать ему помощь, однако уже около 5 часов следующего утра Фрейман скончался в возрасте 63 лет.
Похороны Фреймана состоялись два дня спустя, 6 июня. В них приняли участие премьер-министр Уильям Лион Маккензи Кинг, который был его личным другом, мэр Оттавы Стэнли Льюис, представители Бюро информации о войне, судебной власти, организаций «Молодая Иудея», Канадского еврейского конгресса, «Гистадрут», Сионистской организации Америки, Красного Креста, ветераны войны и почетный караул, состоящий из сорока служащих ВВС.